# Martin Lanig
Martin Lanig (* 11. Juli 1984 in Bad Mergentheim) ist ein ehemaliger deutscher Fußballspieler und heutiger -trainer.

## Spielerkarriere
In seiner Jugend spielte Lanig für den SV Königshofen, den TSV Tauberbischofsheim und den 1. FC Nürnberg. Danach begann er seine Karriere beim Baden-Württembergischen Oberligisten FV Lauda. Von 2003 bis 2006 spielte er beim Regionalligisten TSG 1899 Hoffenheim, wobei er zum Teil im Oberliga-Team eingesetzt wurde. Von 2006 bis 2008 spielte er bei der SpVgg Greuther Fürth.
Am 23. April 2008 nutzte Lanig seine Ausstiegsklausel bei Fürth und unterschrieb beim VfB Stuttgart einen bis Juni 2011 datierten Vertrag, der zur Saison 2008/09 in Kraft trat.
Nachdem Lanig sich am zweiten Spieltag der Saison 2009/10 einen Kreuzbandriss zuzog, sammelte er erstmals am 31. März 2010 in einem Drittligaspiel der zweiten Mannschaft des VfB Stuttgart wieder Spielpraxis und erreichte nach der langen Verletzungspause nicht mehr die nötige Fitness für einen weiteren Saisoneinsatz in der Bundesliga.
Zur Saison 2010/11 wechselte Lanig zum 1. FC Köln. Dort gab er sein Pflichtspieldebüt am 15. August 2010 im DFB-Pokal gegen den ZFC Meuselwitz. Sein erstes Tor für den „FC“ erzielte er am 9. Spieltag gegen Hannover 96.
Nach dem Abstieg der Kölner wechselte Lanig zur Saison 2012/13 zu Eintracht Frankfurt, für die er gleich im ersten Bundesligaspiel in der 82. Minute den 2:1-Siegtreffer gegen Bayer Leverkusen erzielte. Im Gegenzug wechselte Matthias Lehmann zum 1. FC Köln.
Da Lanig bei der Kaderplanung von Eintracht Frankfurt keine große Rolle mehr gespielt hatte und in der Saison 2014/15 nur zu drei Kurzeinsätzen gekommen war, wechselte er am 23. Januar 2015 nach Zypern zu APOEL Nikosia. Sein Vertrag wurde allerdings nach wenigen Monaten wieder aufgelöst.

## Trainerkarriere
Von Sommer 2023 bis April 2024 war er Cheftrainer des FSV Hollenbach. Zuvor war er bereits ab Januar 2023 als Co-Trainer Teil des Trainerteams gewesen.
Von September 2024 bis April 2025 war er Trainer der Würzburger Kickers. Seit Juni 2025 ist er Co-Trainer unter Alexander Zorniger beim dänischen Erstligisten Odense BK.

## Sonstiges
Lanig wuchs in Königshofen auf. 2004 machte er sein Abitur am Martin-Schleyer-Gymnasium in Lauda.
Seit der Saison 2019/20 ist Lanig Experte für Magenta Sport für die Übertragung von Spielen der 3. Fußball-Liga.
Martin Lanig ist seit 2013 mit seiner Frau Anna Lanig verheiratet. Die beiden haben zwei Söhne.